# Lijst van provinciedomeinen in Antwerpen
De provincie Antwerpen telt een aantal provinciedomeinen, dit zijn natuur- en recreatiegebieden die door de provincie worden beheerd.
| Provinciedomein                                 | Gemeente          | Plaats      | oppervlakte |
| ----------------------------------------------- | ----------------- | ----------- | ----------- |
| Provinciedomein Rivierenhof                     | Antwerpen         | Deurne      | 132 ha      |
| Provinciedomein Hof van Leysen                  | Antwerpen         |             |             |
| Provinciedomein Vrieselhof                      | Ranst             |             | 80 ha       |
| Provinciedomein Kesselse Heide                  | Nijlen            |             | 43 ha       |
| Provinciedomein Vrijbroekpark                   | Mechelen          |             | 50 ha       |
| Provinciedomein Neteland                        | Duffel en Lier    |             |             |
| Provinciedomein Broek De Naeyer                 | Willebroek        | Heindonk    |             |
| Provinciedomein Prinsenpark                     | Retie             |             |             |
| Provinciedomein Hertberg                        | Herselt           | Blauberg    |             |
| Provinciedomein Averegten                       | Heist-op-den-Berg |             | 100 ha      |
| Provinciedomein Hoge Mouw                       | Kasterlee         |             |             |
| Provinciaal Recreatieddomein De Lilse Bergen    | Lille             | Gierle      |             |
| Provinciaal Recreatiedomein Zilvermeer          | Mol               | Sluis       | 157 ha      |
| Provinciaal Recreatiedomein De Schorre          | Boom - Rumst      |             | 75 ha       |
| Provinciaal Sport- en Recreatiedomein De Nekker | Mechelen          | Nekkerspoel |             |
| Tuin Aartsbisschoppelijk Paleis van Mechelen    | Mechelen          |             |             |

## Bron
- Provinciale Domeinen  op website van de Provincie Antwerpen

Antwerpen · Limburg · Oost-Vlaanderen · Vlaams-Brabant · West-Vlaanderen